# Národní kontaktní centrum – gender a věda
Národní kontaktní centrum – gender a věda (zkráceně NKC – gender a věda nebo také NKC) vzniklo roku 2001 jako Národní kontaktní centrum – ženy a věda v rámci oddělení Gender a sociologie Sociologického ústavu Akademie věd ČR. V roce 2015 se NKC stalo samostatným výzkumným oddělením Sociologického ústavu. Je jediným specializovaným pracovištěm zaměřeným na výzkum v oblasti genderové sociologie vědy, genderových studií vědy, genderové rovnosti a genderového mainstreamingu ve vědě v ČR. Zabezpečuje expertízy, podkladové materiály, analýzy a konzultační činnost pro orgány státní a veřejné správy a výzkumné a vysokoškolské instituce v oblasti genderové rovnosti ve výzkumu (Úřad vlády, Ministerstvo školství, mládeže a tělovýchovy) a výzkumné a vysokoškolské instituce v oblasti genderové rovnosti ve výzkumu. 
Od svého založení v roce 2001 je činnost NKC uváděna jako jediná aktivita v této oblasti v ČR ve zprávách Evropské komise (viz Čermáková a Havelková 2001, European Commission 2002, 2003, 2005, 2008, 2009a, 2009b; Lipinsky 2014) a v roce 2009 bylo NKC zařazeno mezi tzv. golden practices“ (nejlepší příklady dobré praxe) projektu PRAGES, který mapoval aktivity na podporu genderové rovnosti v Austrálii, Evropě, Kanadě a ve Spojených státech amerických.

## Mezinárodní spolupráce
Národní kontaktní centrum – gender a věda je zapojeno do mezinárodních sítí a projektů:
- The International Research Association of Institutions of Advanced Gender Studies RINGS
- European Platform of Women Scientists (EPWS)

- ATGender: The European Association for Gender Research, Education and Documentation

Národní kontaktní centrum – gender a věda se zapojuje do evropského výzkumu:
- akce COST gender, science, technology, environment genderSTE (TN1201)
- Knowledge, Institutions, Gender: An East-West Comparative Study (KNOWING, 6. rámcový program, 2006–2008)
- Central European Centre for Women and Youth in Science (CEC-WYS, 6. rámcový program, 2004–2007)
- Stimulating Policy Debate on Women and Science Issues in Central Europe (WS Debate, 6. rámcový program, 2004–2005)
- Study on Databases of Women Scientists (DATAWOMSCI, 6. rámcový program, 2004–2005)

Evropská komise
- členství v Helsinki Group on Gender in Research and Innovation
- členství ve Steering Group on Human Resources and Mobility
- členství v expertních skupinách Evropské komise
  - Expertní skupina pro ERA komunikaci (2014)[9]
  - Expert Group on the Research Profession (2011–2012)[10]
  - Networking the Networks Expert Group (2004)

- členství v poradních orgánech Evropské komise
  - Stocktaking 10 years' activities on women and science conference advisory group (2008–2009)
  - FP 7 External Advisory Board Science in Society (2008–2009)

## Projekty
Mezi aktivity, nebo akce, na nichž se NKC – ženy a věda podílí patří:

### Cena Milady Paulové
Společně s Ministerstvem školství, mládeže a tělovýchovy ČR od roku 2009 uděluje Národní kontaktní centrum – gender a věda Cenu Milady Paulové.

### Výstavy
NKC pořádá výstavy pro veřejnost, kde představuje významné české vědkyně, vědce i vědecké páry působící v různých oborech. Např.:
- Výstava Heyrovského sestra: ženy v české vědě, 2008
- Výstava Akademické páry: dvoukariérní partnerství ve vědě, výzkumu a vysokých školách a křest knihy Akademické duety[11], 2010
- Výstava Vědci a vědkyně v pohybu, která byla zpracována i knižně[12], 2012

### Konference
- 2005, 1. národní konference o ženách a vědě: Cesty labyrintem: proč je stále tak málo žen ve vědě?[13]
- 2011, 2. národní konference o ženách a vědě: Genderová rovnost jako sociální inovace: Rovné příležitosti v měnícím se vědeckém prostředí[14][15]

- 2014, 3. národní konference o genderu a vědě: Role státu a výzkumných institucí[16]
- 2016, 4. národní konference o genderu a věda: Moje instituce, moje odpovědnost[17]

### Ostatní
- Kulturní a institucionální změna
- Klub NKC
- Noc vědců a vědkyň
- Wikipedie:Nástěnka/Workshopy/Edit-a-thon Ženy v minulosti vědy (2015), Wikipedie:Nástěnka/Workshopy/Edit-a-thon Posviťme si na (české) vědkyně (14. 11. 2016)